# Lágrimas de mi barrio
Lágrimas de mi barrio es una película de comedia y romance mexicana de 1973, dirigida por Rubén Galindo. Está protagonizada por Cornelio Reyna, Ana Martín, Roberto «el Flaco» Guzmán y Antonio Espino «Clavillazo».

## Reparto
- Cornelio Reyna como Francisco
- Ana Martín como Cristina
- Roberto «Flaco» Guzmán como El Flaco
- Chavita como Toñito
- Antonio Espino «Clavillazo» como Tequila
- Lucy Tovar como Margarita
- Rafael Inclán como Amigo de Francisco
- Aurora Alonso como Mamá de Cristina
- Ramón G. Larrea como Comprador de tienda
- Angélica Herrera
- José L. Murillo
- Rodolfo de Anda como Compadre (no acreditado)
- Juan Garza como Vecino (no acreditado)
- Jesús Gómez (no acreditado)
- Inés Murillo como Mamá de Margarita (no acreditado)
- Rubén Márquez como Cliente de Toñito (no acreditado)

## Banda sonora
- "Que me cubra la tristeza", interpretada y escrita por Cornelio Reyna.
- "Lagrimas de mi barrio", interpretada y escrita por Cornelio Reyna
- "Botellitas", interpretada y escrita por Cornelio Reyna